# Космос-1682
Космос-1682 је један од преко 2400 совјетских вјештачких сателита лансираних у оквиру програма Космос.
Космос-1682 је лансиран са космодрома Тјуратам, Бајконур, СССР, 17. септембра 1985. Ракета-носач је поставила сателит у орбиту око планете Земље. Маса сателита при лансирању је износила 3000 килограма. Космос-1682 је био војни извиђачки сателит за праћење флоте.